# 대전송촌초등학교
대전송촌초등학교는 대한민국 대전광역시 대덕구에 있는 공립 초등학교이다.

## 학교 연혁
- 1999. 09. 01 대전송촌초등학교 5학급 개교
- 1999. 10. 23 대전송촌초등학교 19학급 증설(24학급) 개교기념일
- 2000. 02. 16 제1회 졸업식(졸업생 64명), 송촌꿈단지 심음
- 2000. 03. 01 대전송촌초등학교 36학급 편성
- 2001. 03. 01 대전송촌초등학교 43학급 편성
- 2001. 11. 08 대전광역시교육청 지정 교육과정연구학교 운영보고회
- 2003. 03. 01 대전송촌초등학교 52학급 편성
- 2007. 03. 01 대전송촌초등학교 57(특수 1)학급 편성
- 2007. 10. 18 교육인적자원부지정 영재교육 정책연구학교 2차 보고회
- 2010. 03. 01 대전송촌초등학교 53(특수 1)학급 편성
- 2011. 02. 18 제12회 졸업식(졸업생 남172명, 여140명, 총312명)
- 2011. 03. 01 대전송촌초등학교 48(특수 1)학급 편성
- 2012. 02. 17 제13회 졸업식(졸업생 284명)
- 2012. 03. 01 대전송촌초등학교 48(특수 1)학급 편성
- 2013. 02. 15 제14회 졸업식(졸업생 남 161명, 여 133명, 총 294명)
- 2013. 03. 01 대전송촌초등학교 47(특수 1)학급 편성
- 2014. 02. 19 제15회 졸업식(촐업생 남 128명, 여 133명, 총 261명)
- 2014. 03. 01 대전송촌초등학교 45(특수 1)학급 편성
- 2015. 02. 13 제16회 졸업식(졸업생 남 95명, 여 105명, 총 200명)
- 2015. 03. 01 대전송촌초등학교 44(특수 1)학급 편성

## 참고 자료
- 대전송촌초등학교 - 한국교육학술정보원 학교알리미